# (40994) Tekaridake
(40994) Tekaridake est un astéroïde de la ceinture principale.

## Description
(40994) Tekaridake est un astéroïde de la ceinture principale. Il fut découvert le 20 octobre 1999 à Susono par Makio Akiyama. Il présente une orbite caractérisée par un demi-grand axe de 2,69 UA, une excentricité de 0,20 et une inclinaison de 11,6° par rapport à l'écliptique.

## Compléments